# 名古屋青果
名古屋青果株式会社（なごやせいか）は、名古屋市熱田区に本社を置く食品卸売業社。名古屋市中央卸売市場本場青果部の卸売会社。通称：名青（めいせい）。

## 概要
江戸時代寛永年間に創業の起源を求める老舗青果問屋で、1947年（昭和22年）に旧・枇杷島青物市場で青果卸売業として会社設立、1949年（昭和24年）に名古屋市中央卸売市場本場が開設されるとそちらへ本拠地を移し、以降生産者や出荷団体と仲卸業者・流通業者の中間で価格形成に努め、大都市名古屋の食の流通の根幹を担ってきた。現在は同市場でセントライ青果本場支社（旧・丸協青果株式会社）とともに卸2社制を敷く。
中部地区の青果物卸売では長年、北部市場に拠点を置く「名果株式会社（旧・名古屋中央青果）」と覇権を競い合ってきたが、2016年に名果が同じ北部市場内で青果卸売業を営んでいた丸市青果と合併して「セントライ青果」が発足。2017年（平成29年）の全国青果卸売会社取扱高ランキングではセントライが全国6位の74,362,043千円に対し、名青は同14位の44,012,360千円となっている。さらに2020年にはセントライ青果が丸協青果と統合・合併。名古屋市中央卸売市場の青果卸売業者は同社とセントライ青果の2社に集約された。

## 沿革
（出典）
- 1631年（寛永8年） - 吉田孫助、問屋業を創始。
- 1800年代 - この頃、吉田家、青果問屋業を開始[2]。
- 1938年（昭和13年） - 吉田幾太郎、東枇杷島の青物問屋「問孫」継承
- 1947年（昭和22年） - 資本金18万円にて「名古屋青果株式会社」設立。即増資250万円。
- 1949年（昭和24年） - 名古屋市中央卸売市場本場開設に伴い入場、本社移転。[2]
- 1957年（昭和32年） - 名成貿易(株)　設立
- 1958年（昭和33年） - 資本金2,070万円に増資。
- 1969年（昭和44年） - 名青貿易(株)、チキータバナナ工場竣工
- 1974年（昭和49年） - 吉田春樹、代表取締役社長に就任
- 1977年（昭和52年） - 資本金を4,140万円に増資。
  - 同年 - 名青貿易(株)を(株)エム・ティに社名変更
- 1988年（昭和63年） - 資本金を4,950万円まで増資。
- 1998年（平成10年） - 創立50周年。
- 2006年（平成18年） - 吉田真太郎、代表取締役社長に就任
- 2023年（令和5年） - 津島市の名古屋西流通センターを買収。同市場は近隣市町村や卸売会社（名古屋西青果）の出資による第3セクターであったが、名青が100%株式を取得、物流施設の整備等を機動的に行い物流効率化を促進する。この事業再編にあたり農林水産省より農業競争力強化支援法に基づく事業再編計画の認定を受けた[6][7]。

## 関連会社
- 株式会社エム・ティ - 加工・リパッキングを担う。
- グリーンビル株式会社 - 各県経済連の名古屋事務所が多数入居している[8]。
- 名古屋西流通センター - 津島市で地方卸売市場名古屋西流通センターを開設・運営。